# 1820 en photographie
| Années de la photographie : 1817 - 1818 - 1819 - 1820 - 1821 - 1822 - 1823    |
| Décennies de la photographie : 1790 - 1800 - 1810 - 1820 - 1830 - 1840 - 1850 |

Cet article présente les faits marquants de l'année 1820 en photographie.

## Naissances
- 4 février : Alphonse Bernoud, photographe français, actif en Italie, mort le 24 novembre 1889.
- 19 mars : William Bambridge, photographe britannique, collaborateur de William Henry Fox Talbot, photographe royal auprès de la reine Victoria, mort le 1er mai 1879.
- 5 ou 6 avril : Félix Tournachon, dit Nadar, photographe et écrivain français, l'un des plus grands photographes portraitistes, mort le 20 mars 1910.
- 9 mai : Charles Nègre, peintre et photographie français, inventeur d'un procédé de gravure héliographique, mort le 16 janvier 1880.
- 20 mai : Pietro Boyesen, photographe danois actif en Italie, mort le 26 juin 1882.
- 27 juin : Louis Legrand, photographe français, actif en Chine à Shanghai, mort le 29 mai 1976.
- 30 août: Gustave Le Gray, photographe français, mort le 29 juillet 1884.
- 16 septembre : Adolphe Terris, photographe français, mort le 1er février 1899.
- 18 décembre : Bertall, illustrateur, caricaturiste et photographe français, mort le 24 mars 1882.

- Date précise inconnue : 
  - Vichen Abdullahian, photographe arménien ottoman, créateur avec ses frères Kevork et Hovsep du studio photographique Abdullah Frères à Constantinople, mort en 1902.
  - Victor Prevost, peintre et photographe français, installé aux États-Unis, mort le 21 septembre 1881.
  - William Usherwood, peintre et photographe britannique, mort en 1916.

- Vers 1820 :
  - Augustus Washington, photographe afro-américain actif au Liberia, mort le 7 juin 1875.